# Alípio

Alípio Duarte Brandão, röviden Alípio brazil labdarúgó, a brazil CRB játékosa. 2008 novemberében igazolt a Real Madridba a portugál Rio Ave egyesületéből.

## Pályafutása

### Rio Ave
Alípio itt kezdte a profi karrierjét. Bár a csapattal nagy sikereket nem ért el, de feljutott velük a portugál élvonalba. Innen igazolt a Real Madridba.

### Real Madrid
2008 novemberében igazolt ide. Első nyilatkozatában kiemelte Raúlt és Pepét, mint példaképeket.

### Benfica
Két évig volt a portugál együttes keretének tagja, de tétmérkőzésen nem szerepelt.

### América de Natal
Kölcsönben szerepelt a brazil másodosztályú csapatnál.

### Al-Sharjah
Mivel a Benfica kölcsönszerződése lejárta után nem tartott rá igényt, az Emírségekbe igazolt.

### Omónia Nicosia
Eddigi pályafutása legsikeresebb időszakát töltötte Cipruson. Az Omóniában megszerezte profi karrierjének első találatait, valamint az Európa-ligában is szerepelt a montenegrói Budućnost ellen.

### Apólon Zmírnisz
Pár mérkőzésen viselte a görög Zmírnisz mezét.

### Luverdense
2015-től ismét hazájába szerződött, a másodosztályban érdekelt Luverdense csapatához.

## Sikerei, díjai

### Rio Ave
- Portugál Segunda Liga bajnok : 2007-2008

## Statisztika
| Csapat              | Szezon              | Bajnokság | Bajnokság | Kupa  | Kupa | Európa Liga | Európa Liga | Összesen | Összesen |
| Csapat              | Szezon              | Meccs     | Gól       | Meccs | Gól  | Meccs       | Gól         | Meccs    | Gól      |
| ------------------- | ------------------- | --------- | --------- | ----- | ---- | ----------- | ----------- | -------- | -------- |
| Rio Ave             | 2006–2008           | 0         | 0         | 0     | 0    | 0           | 0           | 0        | 0        |
| Real Madrid C       | 2008–2009           | 2         | 0         | 0     | 0    | 0           | 0           | 2        | 0        |
| Real Madrid B       | 2008–2009           | 2         | 0         | 0     | 0    | 0           | 0           | 2        | 0        |
| Benfica             | 2011–2013           | 0         | 0         | 0     | 0    | 0           | 0           | 0        | 0        |
| América (RN)        | 2011                | 5         | 0         | 0     | 0    | 0           | 0           | 5        | 0        |
| Al-Sharjah          | 2012                | 5         | 0         | 0     | 0    | 0           | 0           | 5        | 0        |
| Omónia Nicosia      | 2013-2015           | 18        | 3         | 0     | 0    | 2           | 0           | 20       | 3        |
| Apólon Zmírnisz     | 2014                | 4         | 0         | 0     | 0    | 0           | 0           | 4        | 0        |
| Luverdense          | 2015                | 0         | 0         | 0     | 0    | 0           | 0           | 0        | 0        |
| Karrier összesítése | Karrier összesítése | 36        | 3         | 0     | 0    | 2           | 0           | 38       | 3        |

## Fordítás
- Ez a szócikk részben vagy egészben  az   Alípio című angol Wikipédia-szócikk fordításán alapul.  Az eredeti cikk szerkesztőit annak laptörténete sorolja fel. Ez a jelzés csupán a megfogalmazás eredetét és a szerzői jogokat jelzi, nem szolgál a cikkben szereplő információk forrásmegjelöléseként.